# Богодуховский 273-й пехотный полк
Богодуховский 273-й пехотный полк — пехотная воинская часть Русской императорской армии.

## История
Сформирован в Харькове при мобилизации в июле 1914 г. из кадра 121-го пехотного Пензенского полка.

## Командиры
- 16.08.1914 - 09.02.1917 Загурский, Иосиф Александрович, полковник
- 21.03.1917 - 05.05.1917 Буряковский, Козьма Федотович, полковник
- 05.05.1917 - Войкин, Никанор Алексеевич, полковник

## Офицерский состав
- Кромида Михаил Михайлович - подполковник, нач. хоз. части полка
- Буряковский Козьма Федотович - капитан, командир 1-го батальона
- Брайков Петр Васильевич - капитан, командир 4-го батальона
- Выгановский Болеслав Антонович - капитан, командир 3-го батальона
- Левченко Александр Аркадьевич - капитан, командир 2-го батальона
- Трофимов Сергей Николаевич - штабс-капитан, командир 4-й роты
- Скрипниченко Иоанн Анисимович - штабс-капитан, командир 14-й роты
- Абрамов Николай Петрович - штабс-капитан, командир 15-й роты
- Несветайлов Степан Яковлевич - штабс-капитан, командир нестроевой роты
- Смуглов Николай Семенович - штабс-капитан, командир 3-й роты
- Шек Константин Андреевич - штабс-капитан, командир 10-й роты
- Поверзак Ефрем Федорович - штабс-капитан, командир 11-й роты
- Шведов Николай Николаевич - штабс-капитан, командир 16-й роты
- Михайловский Виктор Александрович - штабс-капитан, командир 8-й роты
- Семенов Василий Иванович - штабс-капитан, командир 5-й роты
- Исаев Борис Аркадьевич - поручик, мл. офицер 14-й роты
- Иванов Василий Иосифович - поручик, командир 6-й роты
- Дувин Федор Евгеньевич - поручик, командир 9-й роты
- Тимченко Андриан Васильевич - поручик, нач. пулеметной команды
- Любенецкий Леопольд-Онуфрий Юлиянович - поручик, полковой адъютант
- Туровец Иван Харлампиевич - поручик, командир 1-й роты
- Лукин Василий Иванович - поручик, командир 2-й роты
- Путов Аполлон Михайлович - поручик, командир 13-й роты
- Ревенко Владимир Михайлович - поручик, командир 12-й роты
- Когутницкий Ромуальд Иванович - поручик, командир 7-й роты
- Покровский Дмитрий Григорьевич - поручик
- Дьяков Георгий Афанасьевич - подпоручик, мл. офицер 15-й роты
- Козунов Константин Александрович - подпоручик
- Казанский - подпоручик, мл. офицер 15-й роты
- Васильев Василий Петрович - прапорщик, мл. офицер 6-й роты
- Игнатищев Николай Иванович - прапорщик, мл. офицер пулеметной команды
- Неведров Константин Иванович - прапорщик, мл. офицер 2-й роты
- Заговура Иосиф Тимофеевич - прапорщик, мл. офицер 9-й роты
- Пиотровский Ксаверий Иосифович - прапорщик, мл. офицер 4-й роты
- Войцеховский Владислав Игнатьевич - прапорщик, мл. офицер 8-й роты
- Попов Иван Семенович - прапорщик, мл. офицер 13-й роты
- Тычинский Леопольд-Николай Сигизмундович - прапорщик, мл. офицер нестроевой роты
- Криволуцкий Иван Николаевич - прапорщик, мл. офицер 9-й роты
- Вендт Владимир Александрович - прапорщик, мл. офицер 16-й роты
- Шраменко Борис Лукьянович - прапорщик, мл. офицер 11-й роты
- Грецов Михаил Сергеевич - прапорщик, мл. офицер 4-й роты
- Ляуданский Валентин Андреевич - прапорщик, мл. офицер 15-й роты
- Андреев Валентин Романович - прапорщик, мл. офицер 6-й роты
- Седлецкий Антон Мартынович - прапорщик, мл. офицер 8-й роты
- Фолькман Виктор Викторович - прапорщик, мл. офицер 12-й роты
- Малышев Николай Николаевич - прапорщик, мл. офицер 3-й роты
- Кудрявцев Петр Григорьевич - прапорщик, мл. офицер 2-й роты
- Радзивинович Федор Андреевич - прапорщик, мл. офицер 5-й роты
- Зинько Леонид Филимонович - прапорщик, мл. офицер 3-й роты
- Фесенко Алексей Алексеевич - прапорщик, мл. офицер 16-й роты
- Пехтерев Илларион Дмитриевич - прапорщик, мл. офицер команды связи
- Мамин Александр Петрович - прапорщик, мл. офицер 7-й роты
- Кондратьев Николай Иванович - прапорщик, мл. офицер пулеметной команды
- Филин Федор Ильич - прапорщик, мл. офицер
- Мартьянов Николай Иванович - прапорщик, мл. офицер 16-й роты
- Набатов Леонид Яковлевич - прапорщик, мл. офицер 7-й роты
- Жестовский Григорий Степанович - прапорщик, мл. офицер 1-й роты
- Савельев Михаил Григорьевич - прапорщик, мл. офицер 7-й роты
- Прилуцкий Савва Иванович - прапорщик, мл. офицер 1-й роты
- Петин Василий Михайлович - прапорщик, мл. офицер 10-й роты
- Руденко Сергей Константинович - прапорщик, мл.офицер 12-й роты
- Маслов Захар Павлович - прапорщик, мл. офицер 6-й роты
- Борисов Сергей Алексеевич - прапорщик, мл. офицер 15-й роты
- Александров Александр Николаевич - прапорщик,
- Мартинсон Вольдемар Фридрихович - прапорщик,
- Александров Сергей Васильевич - прапорщик,
- Штейфон Михаил Александрович - прапорщик, нач. команды связи 69-й пехотной дивизии (с 28.07.1914)
- Смирнов Дмитрий Васильевич - надворный советник, ст. врач полка
- Евнин Исаак Абрамович - лекарь, мл. врач полка
- Сторожук - коллежский регистратор, полковой казначей
- Соловьев Иван Александрович - коллежский секретарь, зав. оружием
- отец Феропонт - иеромонах, полковой священник

Прикомандированные:
- Семеновский Сергей Васильевич - прапорщик 276-го пехотного Купянского полка
- Врешель Витольд - коллежский асессор 80-го полевого подвижного госпиталя, мл. врач полка
- Щербаков Михаил - лекарь 275-го пехотного Лебединского полка, мл. врач полка
- Машин Вениамин - лекарь, мл. врач полка